# 马家河街道
马家河街道，是中华人民共和国湖南省株洲市天元区下辖的一个乡镇级行政单位。

## 行政区划
马家河街道下辖10个社区居委会：古桑洲、新马、农科、万丰、高塘、仙岭、泉源、大石桥、金龙、太高。